# Pałac w Przerzeczynie-Zdroju

Herb von Pfeil

Pałac w Przerzeczynie-Zdroju – zabytkowy pałac wybudowany w XX w. w Przerzeczynie-Zdroju w miejscu starszego.

## Położenie
Pałac położony jest w Przerzeczynie-Zdroju – wsi uzdrowiskowej w południowo-zachodniej Polsce, w województwie dolnośląskim, w powiecie dzierżoniowskim, w gminie Niemcza.

## Opis
Na czworobocznej wieży, między oknami parteru i pierwszego piętra tablica z herbami rodzin: von Pfeil (po lewej) i datą 1699.
Obiekt jest częścią zespołu pałacowego, w skład którego wchodzi jeszcze park.